# Johann Adam Mohr (Politiker)
Johann Adam Mohr (* 21. November 1896 in Michelrieth; † 16. Juli 1982 in Marktheidenfeld) war ein deutscher Politiker (NSDAP) und SA-Führer.

## Leben und Wirken
Nach dem Besuch der landwirtschaftlichen Winterschule in Aschaffenburg in den Winterhalbjahren 1912, 1913 und 1914 nahm Mohr von 1916 bis 1918 am Ersten Weltkrieg teil. Von 1916 bis 1919 gehörte er dem Bayerischen Fußartillerie-Bataillon 24 an, mit dem er an der Westfront und an Stellungskämpfen in Mazedonien teilnahm. Im Herbst 1917 wurde er zum Unteroffizier befördert. Im Krieg erhielt er das Eiserne Kreuz II Klasse, das Bayerische Militärverdienstkreuz III. Klasse. Nach dem Krieg lebte er als Landwirt in Michelrieth bei Marktheidenfeld. Im März 1919 gründete Mohr die Landpolizeistation Spessart zur Bekämpfung von Wilderern. Später begann er sich in der Einwohnerwehr zu engagieren. 1929 wurde er Mitglied des Gemeinderats von Michelrieth.
Ende der 1920er Jahre begann Mohr sich in der nationalsozialistischen SA zu betätigen. In der NSDAP übernahm er im Dezember 1931 Aufgaben als landwirtschaftlicher Gaufachberater, der Partei trat er zum 1. Januar 1932 bei (Mitgliedsnummer 832.130). 1932 wurde er zum Sturmführer ernannt. Im Januar 1933 wurde er mit der Führung des Sturmbanns II/J2 beauftragt. Vom 1. April 1934 bis 30. Juni 1935 war er Führer der SA-Standarte 4 und anschließend SA-Führer zur besonderen Verwendung. Am 20. April 1936 wurde er SA-Standartenführer und am 30. Januar 1942 SA-Oberführer der SA-Gruppe Franken.
Im Jahr 1933 wurde Mohr Mitglied des Bezirkstages von Marktheidenfeld und des Kreistags von Unterfranken. Im Januar 1934 wurde er Kreisbauernführer von Aschaffenburg, was er bis etwa 1940 blieb. Zur selben Zeit wurde er landwirtschaftlicher Gaufachberater und übernahm das Amt des Gauamtsleiters des Amtes für Agrarpolitik im Gau Mainfranken, was er bis Kriegsende blieb. Am 15. Juli 1934 wurde er Mitglied des Deutschen Bauernrates und im August 1934 übernahm er außerdem das Amt des Landeshauptabteilungsleiters der Landesbauernschaft Bayern und blieb dies ebenfalls bis 1945. Er war zudem Gaubauernführer in Mainfranken und Hauptabschnittsleiter der NSDAP.
Vom 29. März 1936 bis zum Ende des Nationalsozialismus 1945 saß Mohr als Abgeordneter für den Wahlkreis 26 (Franken) im nationalsozialistischen Reichstag.